# 이본느 크레이그
이본느 크레이그(Yvonne Craig, 1937년 5월 16일 ~ 2015년 8월 17일)는 미국의 배우, 발레 무용수, 텔레비전 배우, 영화배우이다.
퍼시픽팰리세이즈에서 사망하였다. 사인은 유방암이다.

## 영화
- 119 구조대 (1972년)
- 마스 니즈 우먼 (1967년)
- 전격 후린트 특공작전 (1967년)
- 0011 나폴레옹 솔로 - 지옥특파 (1966년)
- 0011 나폴레옹 솔로 - 원 오브 아워 스파이스 이즈 미싱 (1966년)
- 배트맨 - 66년 TV 시리즈 (1966년)
- 스키 파티 (1965년)
- 키싱 코즌 (1964년)
- 잇 해펀드 앳 더 월드 페어 (1963년)
- 사랑이 머무르는 계절 (1961년)
- 하이 타임 (1960년)
- 더 영 랜드 (1959년)
- 진 크루파 스토리 (1959년)
- 기젯 (1959년)
- 선셋 77번가 (1958년)